# 岑溪站
岑溪站，位于中华人民共和国广西壮族自治区梧州市岑溪市马路镇，是洛湛铁路上的火车站，于2009年9月9日启用营运，中国铁路南宁局集团梧州车务段管辖。

## 歷史
- 2009年9月9日启用。[2]

## 車站周邊
- 岑兴高速公路
- 广西石材产品质量监督检验中心

## 外部連結
- 中国铁路客户服务中心 （页面存档备份，存于）